# Fria Kommun Demokraterna
Fria Kommun Demokraterna var ett lokalt politiskt parti som var registrerat för val till kommunfullmäktige i Osby kommun. Partiet var representerat i Osby kommunfullmäktige under åtminstone mandatperioden 1982/1985.